# Ладыженский, Владимир Николаевич
Влади́мир Никола́евич Лады́женский (8 [20] марта 1859, село Александровка, Саратовская губерния — 19 января 1932, Ницца) — русский поэт, прозаик, общественный деятель.

## Биография
Родился в помещичьей семье. Детство провёл в родовом имении в селе Секретарка Сердобского уезда Саратовской губернии. Учился в Училище правоведения в Санкт-Петербурге (1870—1875; курс не окончил). Вернулся в унаследованное от матери и бабушки имение Липяги, где вёл хозяйство вместе с братом Сергеем. Не удовлетворяясь хозяйственной деятельностью, сдавал землю в
аренду, считая своим предназначением литературный труд и просвещение народа.
В начале 1890-х годов открыл собственную народную школу, где пробыл 3 года учителем. В 1895 году был выбран гласным земского собрания Пензенского уезда, в 1897 назначен членом уездной земской управы, где отвечал за народное просвещение, а позднее — членом уездного училищного совета и епархиального училищного совета. В 1898—1904 годы состоял гласным губернского земского собрания и членом губернской земской управы, где также ведал вопросами народного просвещения; утверждался членом губернского училищного комитета, Пензенского уездного и губернского учительского совета, школьной комиссии. Кроме того, был секретарём общества сельского хозяйства Юго-Восточной России, входил в состав губернского статистического комитета, пензенской учёной архивной комиссии, губернского статистического комитета, в правление библиотеки им. М. Ю. Лермонтова; состоял членом Пушкинского общества, комитета попечительства о народной трезвости, драматического кружка народного театра. Занимался также и благотворительностью: подарил рояль в общежитие для девочек — детей народных учителей губернии, на взятую ссуду построил амбулаторию и школу в Липягах, жертвовал наличные средства (например, на открытие библиотеки в селе Оленевка Пензенского уезда). Участвовал в проведении 50-летия со дня смерти В. Г. Белинского (1898), содействуя изданию сборника «Памяти В. Г. Белинского».
В земском собрании настаивал на достойной оплате труда учителей, организовывал педагогические курсы, был попечителем нескольких школ. Содействовал созданию в губернии сети библиотек (52 земские библиотеки), открытию библиотеки имени М. Ю. Лермонтова в Тарханах, библиотеки в селе Поим; организовал книжный склад при земской управе и занимался комплектованием библиотек.
Представлял Пензенскую губернию на российских земских съездах (1903—1905) и на 1-м Всероссийском съезде по вопросам народного образования.
В конце 1904 года на губернском земском собрании отказался баллотироваться в губернскую земскую управу в связи с отсутствием должного финансирования народного образования.
В 1890—1900-е годы часто посещал Петербург и Москву, где встречался с литераторами, редакторами журналов. В круг его общения входили Д. С. Мережковский, А. Н. Плещеев, К. С. Бранцевич, П. В. Засодимский, С. Я. Надсон, Д. Н. Мамин-Сибиряк, В. М. Лавров, В. А. Гольцев, В. С. Соловьёв, художник Н. А. Ярошенко и другие. В начале 1890-х годов В Петербурге познакомился с И. А. Буниным и А. П. Чеховым, состоял с ними в переписке, гостил у Чеховых в Мелихове и в Крыму.
В 1905—1906 годах редактировал в Пензе газету «Перестрой» (совместно с Н. Ф. Езерским).
В 1911 году вернулся к земской деятельности: был избран гласным Пензенского уездного земского собрания (1911—1916), состоял членом уездного врачебно-санитарного и учительского советов, а также членом губернского и уездного комитетов попечительства о народной трезвости; в 1913 году был избран также почётным мировым судьёй. В период Первой мировой войны работал уполномоченным Красного Креста Всероссийского земского союза.
После того, как в 1917 году имение в Липягах подверглось разорению, В. Н. Ладыженский уехал в Москву, где возглавлял Общество просвещения. В 1919 году эмигрировал во Францию.
Жил в Бордо, затем под Парижем — в Мёдоне, Шавиле (Жавиле), в последние годы жизни — на юге Франции. Трудился на птичнике, занимался педагогической деятельностью, был воспитателем общежития русских мальчиков. В 1926 году участвовал в издании газеты «Русскому мальчику». Состоял членом Союза русских писателей и журналистов, Общества русских студентов по изучению славянской культуры.
Похоронен на Русском кладбище Кокад в Ницце.

### Семья
Отец — Николай Николаевич Ладыженский (14.11.1823 — 24.02.1870), подпоручик; сын Николая Фёдоровича (? — до 1835), отставного штабс-ротмистра (1804) и титулярного советника, и Степаниды Игнатьевны.
Мать — Любовь Леонтьевна (урожд. Хилинская).
Братья — Сергей (5.8.1856—?), Александр (14.3.1858—17.10.1873), Фёдор (1868—?).

## Творчество
Первые рассказы для детей опубликовал с 1886 г. в журнале «Детское чтение» В. П. Острогорского. Позднее печатал рассказы и стихи (по настоянию А. Н. Плещеева) в журналах «Русская мысль», «Вестник Европы», «Мир Божий», «Современный мир», «Русское богатство», «Голос минувшего», «Северный вестник» и др. Первая книга рассказов и сказок («На пашне») вышла в 1893, первая книга стихов — в 1896 году.
Прозу В. Н. Ладыженского отличает светлая тональность, художественная проповедь доброты и милосердия. Сочувствие к обездоленным, защита человечности характерны и для его лирики, в которой находили родственность с поэзией А. Апухтина и С. Надсона.
В период деятельности в земском собрании написал ряд учебных пособий («История русской литературы для школ и народа»; «К. Д. Ушинский и „Родное слово“» в соавторстве с П. Ф. Орёлкиным, 1901; «Помощь народного учителя внешкольному образованию», 1902) и книг в серии «Чтение для школ и народа» («О книгах и сочинениях», 1899—1901; «Что такое земство», 1902).
Перевёл с французского и издал «Марсельезу» («Вперёд, сыны родного края…») (1906).
В 1910-х годах написал ряд очерков о близких к нему писателях, общественных деятелях и деятелях искусства (изданы в журнале «Вестник Европы» в 1917 под названием «Дни и встречи»): В. П. Острогорском, П. В. Засодимском, Д. Н. Мамине-Сибиряке, В. А. Гольцеве, В. М. Лаврове, С. Я. Елпатьевском, Н. Ф. Анненском, а также о пензенцах — П. Ф. Орёлкине (инспектор народных училищ), В. Д. Андриевском, художниках К. А. Савицком и А. Ф. Афанасьеве.
Будучи в эмиграции, публиковал рассказы из быта эмигрантов, воспоминания о Лескове, Плещееве, Найденове, Лаврове. В журнале «Перезвоны» (Рига) поместил литературно-критические статьи о творчестве Б. К. Зайцева (1926. — № 26), Е. Н. Чирикова (1927. — № 29), рецензии на книги Бунина, Шмелева и др.

### Избранные публикации
- «На пашне» (рассказы), 1893
- «Далёкие дни» (рассказы), 1909
- «Дома» (рассказы), 1913[12]

Современные переиздания
- Владимир Николаевич Ладыженский: сб. / Сост., автор коммент. и библиогр. Н. И. Забродина. — Пенза: Областная б-ка для детей и юношества, 2010. — 229 с. — (библиография публикаций В. Н. Ладыженского — С. 217—221). — 500 экз. — ISBN отс., ББК 83.3 (2 Рос — 4 Пен).